# Магнитный холм
Магнитный холм — холм около Леха в Ладакхе, Индия. Кажется, что холм обладает сильным магнетизмом, способным двигать автомобиль в гору, а самолёты набирают над ним высоту, чтобы избежать электромагнитных помех; в действительности этот эффект — иллюзия, созданная холмом (см. Гравитационный холм).
«Магнитный холм» расположен на шоссе Лех-Каргил-Баталик, в около 30 км от Леха, его высота — 4267 метров над уровнем моря. С его восточной стороны виден Инд. Индийская армия поддерживает сикхскую гурдвару около холма, где Гуру Нанак медитировал в XVII веке. Сейчас экскурсии часто заезжают к магнитному холму и гурдваре.